# Satuelle
Satuelle è una frazione (Gemeindeteil) della città tedesca di Haldensleben, nel Land della Sassonia-Anhalt.

## Storia
Il 1º gennaio 1992 il comune di Satuelle venne soppresso e aggregato alla città di Haldensleben.